# Curse II: The Bite
Curse II: The Bite è un film del 1989 diretto da Fred Goodwin, pseudonimo di Federico Prosperi.
Nonostante il titolo, il film non è un sequel di La fattoria maledetta, intitolato in originale The Curse.

## Trama
Una coppia di giovani attraversa in auto un deserto, luogo di esperimenti radioattivi. Durante il tragitto, un serpente radioattivo si intrufola nell'auto e morde il ragazzo, innescando una mutazione che lo tramuterà in un serpente mutante.

## Distribuzione
L'anteprima ci fu negli Usa il 27 giugno 1989, in Italia fu presentato al Dylan Dog Horror Fest del 1990.
In Italia è stato distribuito in DVD dalla Stormovie nel 2011 col titolo The Bite.

## Citazioni cinematografiche
- In una scena del film una donna menziona King Kong.
- In una scena del film viene citato il film Damn Yankees! (1958).